# Tipula (Microtipula) pretiosa
Tipula (Microtipula) pretiosa is een tweevleugelige uit de familie langpootmuggen (Tipulidae). De soort komt voor in het Neotropisch gebied.